# Decodon melasma
Decodon melasma Gomon, 1974 è un pesce di acqua salata appartenente alla famiglia Labridae.

## Distribuzione e habitat
Proviene dalle barriere coralline dell'oceano Pacifico, in particolare nella zona compresa tra le coste dell'Ecuador e il Golfo di California. Vive soprattutto nelle zone con fondali sabbiosi, tra 40 e 160 m di profondità.

## Descrizione
Presenta un corpo allungato, abbastanza compresso lateralmente, con la testa dal profilo abbastanza appuntito. La colorazione è rosata, tendente al rosso sul dorso e bianca sul ventre; attorno agli occhi, tondi e rossi, sono presenti diverse striature giallastre. Circa al centro del corpo è presente una macchia rossa. La pinna dorsale e la pinna anale sono basse, e la prima è lunga. Entrambe sono bianche con qualche macchia o striatura gialla. La pinna caudale è rossa o rosata e ha il margine dritto. La lunghezza massima registrata per questa specie è di 32,3 cm, anche se di solito quella media non supera i 16.

## Riproduzione
È ermafrodita ed oviparo; la fecondazione è esterna e non ci sono cure nei confronti delle uova.

## Conservazione
Questa specie viene classificata come "a rischio minimo" (LC) dalla lista rossa IUCN perché viene catturata soltanto accidentalmente dai pescatori di gamberi.